# East Kirkby
East Kirkby – wieś w Anglii, w hrabstwie Lincolnshire. Leży 37 km na wschód od Lincoln i 182 km na północ od Londynu.